# ادوارد بیکر-دالی
ادوارد بیکر-دالی (انگلیسی: Edward Baker-Duly) بازیگر اهل انگلستان است.
از فیلم‌ها یا مجموعه‌های تلویزیونی که وی در آن‌ها نقش داشته است، می‌توان به دانتون ابی و پزشک‌ها اشاره نمود.